# 格雷格·鲍尔
格雷格·鲍尔（英語：Greg Ball，1974年5月29日—），澳大利亚男子自行车运动员。他曾代表澳大利亚参加2000年、2004年和2008年夏季残疾人奥林匹克运动会自行车比赛，获得三枚金牌和一枚铜牌。